# Eselssatz

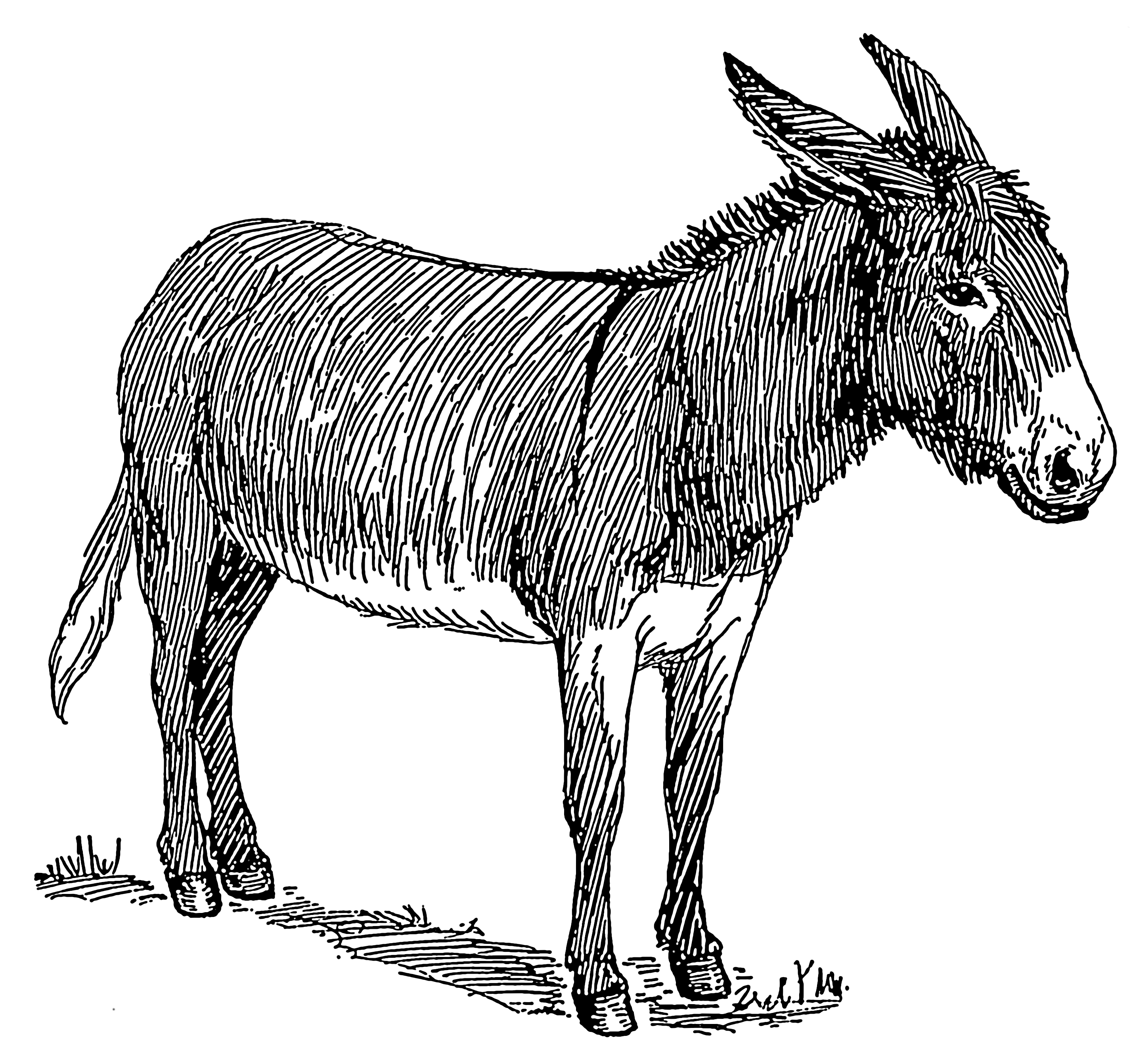
Esel spielen häufig eine Rolle in Beispielsätzen der mittelalterlichen Logik

In der Sprachwissenschaft ist Eselssatz (englisch: donkey sentence) der Fachbegriff für eine Klasse von Sätzen, in denen Pronomen sich abweichend von klassischen Bindungstheorien verhalten. Der Name geht auf Beispiele in der mittelalterlichen Logik zurück, in denen Esel eine Rolle spielen. Eselssätze wurden von Peter Geach in die moderne philosophische und sprachwissenschaftliche Diskussion eingebracht. Sie werden vor allem in der formalen Semantik untersucht.

## Definition
Eselssätze treten in zwei Konstruktionen auf: Konditionalsätze wie (1) und Relativsätze wie (2).
1. Wenn ein Bauer einen Esel besitzt, dann schlägt er ihn.
2. Jeder Bauer, der einen Esel besitzt, schlägt ihn.

Die theoretisch problematische Konstellation besteht dabei jeweils aus der indefiniten Nominalphrase (z. B. einen Esel) und dem Pronomen (z. B. ihn). Während aus syntaktischer Perspektive das Pronomen nicht von der Nominalphrase gebunden ist, verhält es sich semantisch wie ein gebundenes Pronomen. Darüber hinaus ist die resultierende Lesart von (1) und (2) eine, in der über alle Bauern und Esel generalisiert wird: Die Sätze drücken aus, dass alle Bauern ihre Esel schlagen. Formal lässt sich dies über einen Allquantor ausdrücken, obwohl indefinite Nominalphrasen in der Regel als Existenzquantor analysiert werden. Das Problem für die Sprachwissenschaft besteht darin, zu erklären, warum Eselssätze trotz ihrer Abweichungen von klassischen logischen Analysen verständlich sind, und wie sie ihre Bedeutung erhalten.

## Theoretische Ansätze
Eselssätze haben in der linguistischen und philosophischen Forschung zahlreiche Diskussionen angestoßen. Zwei große Familien von Theorien sind die Dynamische Semantik und die E-type-Theorie. Neuere Forschungen vertiefen und vergleichen diese Ansätze und befassen sich mit neuem empirischen Material.

### Dynamische Semantik
Die dynamische Semantik für Eselssätze geht auf die Arbeit von Irene Heim und Hans Kamp zurück, die unabhängig voneinander zeitgleich ähnliche Ansätze zur Analyse von Eselssätzen entwickelten. Sie unterscheidet sich von einer statischen Semantik dadurch, dass Sätze in ihr nicht nur vom Kontext abhängig sind, sondern ihn gleichzeitig auch verändern. Dadurch kann der Existenzquantor des Eselssatzes die Pronomen in der Semantik binden, auch wenn sie syntaktisch ungebunden bleiben. Ansätze in der dynamischen Semantik zeichnen sich dadurch aus, dass sie das Problem der Eselssätze durch eine neue Analyse der indefiniten Nominalphrase lösen. Eine kompositionelle Variante der dynamischen Semantik wurde zuerst von Groenendijk und Stokhof entwickelt.

### E-type-Theorie
Die E-type-Theorie geht auf die Arbeiten von Robin Cooper und Gareth Evans zurück. Sie wurde zunächst von den dynamischen Ansätzen abgelöst, aber durch die moderne Interpretation von Paul Elbourne wieder in die Diskussion eingebracht. Die E-type-Theorie analysiert Pronomen als verdeckte definite Nominalphrasen und versucht dadurch, die Probleme der Eselssätze zu lösen.

### Neuere Forschung
Neben den grundlegenden Arbeiten in den oben genannten Theorien hat die Sprachwissenschaft unter anderem gezeigt, dass Eselssätze nicht nur Lesarten mit Allquantifikation, sondern darüber hinaus eine Reihe weiterer Lesarten aufweisen. Neuere Arbeiten befassen sich außerdem mit der Interaktion von Eselssätzen und Kontrafaktizität.